# Умм-эр-Рбия

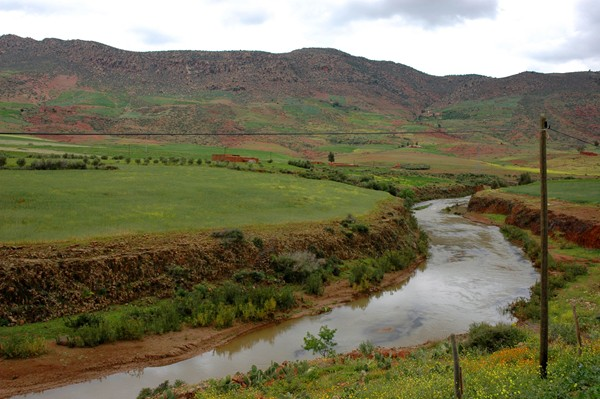

Умм-эр-Рбия (в верховье Уэд-Фелдат, араб. أم الربيع‎) — река в Марокко. Длина — 556 км.
Исток находится в горах Среднего Атласа при слиянии Уэд-Адмер-Изем и Талат-Сенуаяс. По длине занимает первое место в стране, питается за счёт таяния снегов в горах и дождей. Воды реки используются для орошения. На реке построено шесть плотин. Впадает в Атлантический океан.